# Semjon Nikolajevič Krasnov
Semjon Nikolajevič Krasnov (rusky Семён Никола́евич Красно́в), narozen 13. března 1893 v Krasnopolje v oblasti Donského vojska, Ruské impérium - zemřel 16. ledna 1947 v Moskvě, SSSR, byl ruský kozácký velitel, bělogvardějec a generálmajor wehrmachtu.

## Mládí
Pocházel z kozáckého rodu Krasnovů a byl synovcem P. N. Krasnova. V roce 1911 absolvoval Nikolajevskou jezdeckou školu v Petrohradě a vstoupil do Leibgvardějského kozáckého pluku, se kterým prošel celou první světovou válku na východní frontě.

## Ruská občanská válka
V Ruské občanské válce bojoval na straně bílých. Od února 1918 působil jako velitel kulometného oddílu v obrněném vlaku. Účastnil se Ledového pochodu s generálem Kornilovem, tj. tažení bílé armády na Kubáň, jehož hlavním cílem bylo spojení s bílými oddíly v Jekatěrinodaru. V červenci 1919 byl v bojích raněn. V roce 1920 byl evakuován z Krymu do Turecka. Občanskou válku ukončil v hodnosti plukovníka Donského vojska, do které byl povýšen 28. října 1920.

## Emigrace
V emigraci žil od roku 1921 v Jugoslávii a později od roku 1924 ve Francii v Paříži. V roce 1939 se postavil za nástupnické nároky Vladimíra Kirilloviče Ruského. Byl povolán do Berlína do štábu nově vzniklé emigrantské organizace vedené donským kozákem J. Žerebkovem, který sympatizoval s idejemi nacistického Německa. Od 21. dubna 1941 byl vedoucím 2. oddělení Úřadu pro záležitosti ruské emigrace ve Francii.

## Druhá světová válka
V útoku na SSSR spatřoval příležitost ruského národa osvobodit se od bolševismu. Pjotr Nikolajevič Krasnov ho v roce 1942 povolal do Hlavní správy kozáckých vojsk, aby ho zastupoval u kozáckých útvarů na východní frontě na Donu. Zde se podílel na formování kozáckých jednotek v sestavě wehrmachtu. Sloužil v boji pod velením Helmutha von Pannwitz a byl vyznamenán.
S. N. Krasnov byl od 20. srpna 1943 náčelníkem vojenského oddělení Hlavní správy kozáckých vojsk při Říšském ministerstvu východních okupovaných území vedeným ministrem Alfredem Rosenbergem.
Dne 5. května 1944 byl povýšen na generálmajora wehrmachtu a stal se náčelníkem štábu Hlavní správy kozáckých vojsk.
Na konci dubna 1945 uprchl před Rudou armádou z Berlína do severní Itálie, kde se přidal ke Kozáckému stanu. Po kapitulaci německých armád byl zajat Brity. 28. května 1945 byl vydán do rukou sovětských úřadů.

## Soud a poprava

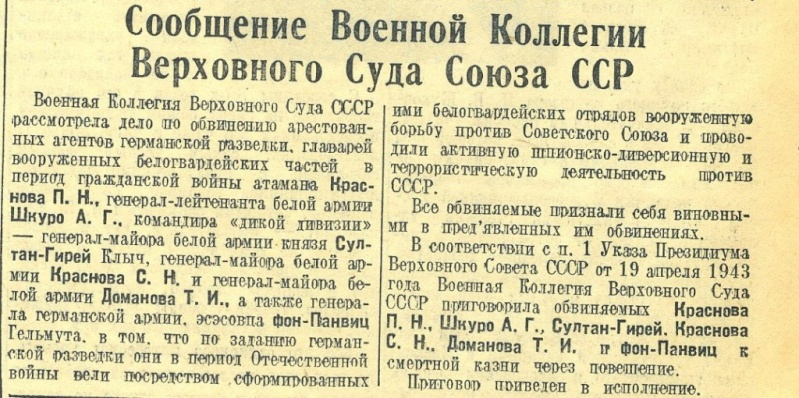
Zpráva deníku Pravda o jeho procesu a odsouzení.

Byl převezen do Moskvy, kde byl držen ve věznici Butyrka. Bylo proti němu vedeno trestní řízení před Vojenským kolegiem Nejvyššího soudu SSSR. Byl souzen v procesu spolu s Vlasovem, Krasnovem P. N., Škurem, Domanovem T.I., von Pannwitzem a Girejem-Kličem. Byl odsouzen k trestu smrti oběšením za to, že prostřednictvím bělogvardějských oddílů vedl ozbrojený boj proti Sovětskému svazu a prováděl aktivní špionáž, sabotáž a teroristickou činnost proti SSSR. Popraven byl v Moskvě 16. ledna 1947 týž den po vynesení rozsudku.
Žádost o pozdější rehabilitaci byla Hlavní vojenskou prokuraturou 25. prosince 1997 zamítnuta a rozsudky jsou platné.

## Rodina
Jeho těhotné ženě se podařilo uprchnout před sovětskými orgány a usadila se v roce 1948 v Chile, kde porodila syna Migueala Krasnova (španělsky Miguel Krassnoff). Jeho syn se později stal generálem chilské armády a podporovatelem režimu Augusta Pinocheta.